# Layadagundi, Badami
Layadagundi là một làng thuộc tehsil Badami, huyện Bagalkot, bang Karnataka, Ấn Độ.